# Solms-laubachia minor
Solms-laubachia minor är en korsblommig växtart som beskrevs av Hand.-mazz. Solms-laubachia minor ingår i släktet Solms-laubachia och familjen korsblommiga växter. Inga underarter finns listade i Catalogue of Life.